# Alan Parker
Pour les articles homonymes, voir Alan Parker (musicien) et Parker.
Alan William Parker, né le 14 février 1944 à Islington (Londres) et mort le 31 juillet 2020 à Londres,, est un réalisateur, compositeur, scénariste et producteur de cinéma britannique.

## Biographie

### Carrière
Alan Parker commence sa carrière dans le monde de la publicité. À la fin des années 1960, alors qu'il travaille pour l'agence londonienne Collet Dickinson Pearce, il écrit ses premiers scénarios. Il réalise en 1974 deux courts métrages, Our Cissy et Footsteps. Deux ans plus tard, il ne dirige que des enfants dans Bugsy Malone, puis réalise en 1978 le film qui le fera réellement connaître, Midnight Express. Le film obtient deux Oscars, celui du meilleur scénario et celui de la meilleure musique. En effet, Midnight Express est tout aussi connu pour son histoire — celle d'un Américain condamné à trente ans de prison pour trafic de haschisch — que pour sa musique composée par Giorgio Moroder.
Alan Parker entame la décennie 1980 avec deux films ayant pour sujet la musique, Fame en 1980, deux fois oscarisé, et Pink Floyd The Wall, adaptation visuelle de l'album The Wall de Pink Floyd.
En 1984, il raconte dans Birdy l'histoire de deux amis rescapés de la guerre du Viêt Nam dont l'un, traumatisé, poursuit le rêve de pouvoir voler. Le film remporte le grand prix spécial du jury au Festival de Cannes 1985 et rencontre un grand succès critique et public.
Angel Heart, sorti en 1987, est un film noir teinté de surnaturel.
À la fin des années 1980, il réalise plusieurs films au contenu engagé. Il milite par le truchement de sa caméra contre les ségrégations quelles qu'elles soient avec Mississippi Burning en 1988 et Bienvenue au Paradis en 1990 et contre la peine de mort avec La Vie de David Gale en 2003. Par ailleurs, il renoue avec le monde de la musique en 1996 avec la comédie musicale Evita écrite par Oliver Stone et interprétée par Madonna. 
En 1991, il fait partie du jury du festival de Cannes, présidé par Roman Polanski, aux côtés des actrices Whoopi Goldberg et Natalia Negoda, de la productrice Margaret Ménégoz, des réalisateurs Férid Boughedir et Jean-Paul Rappeneau, du critique Hans Dieter Seidel, du directeur de la photographie Vittorio Storaro et du compositeur Vangelis.

### Mort
Alan Parker meurt le 31 juillet 2020 « des suites d’une longue maladie » à l’âge de 76 ans.
L’académie des Oscars lui a rendu hommage sur Twitter : « De Fame à Midnight Express, le doublement nommé aux Oscars Alan Parker était un caméléon. Son œuvre nous a diverti, connecté, et a donné un sens fort au temps et au lieu. Un talent extraordinaire, il va grandement nous manquer. »
L’ancien président du festival de Cannes Gilles Jacob a salué un cinéaste « vif, brillant, prolifique » et un « esprit sarcastique ».
David Puttnam, ancien producteur du réalisateur, rend hommage à celui qui était son « plus vieil et plus proche ami » et qui l’a « toujours impressionné par son talent ». « Ma vie et celle de beaucoup d’autres personnes qui l’ont aimé et respecté ne seront plus jamais les mêmes », a-t-il ajouté.

### Vie privée
Alan Parker épouse Annie Inglis en 1966. Ils divorceront en 1992. Il épouse ensuite la productrice Lisa Moran, avec laquelle il restera marié jusqu'à sa mort en 2020,. Il est le père de cinq enfants, dont le scénariste Nathan Parker. Deux de ses fils, Alexander et Jake, composeront la musique de son film La Vie de David Gale (2003).
Il a été un ami proche de Tony Scott et de Fred Zinnemann, qui lui servit de mentor, le conseillant sur plusieurs projets.

## Distinctions
Alan Parker est fait commandeur de l'ordre de l'Empire britannique (CBE) en 1995 et en 2002, il devient Sir Alan Parker recevant du prince Charles l'insigne de chevalier,.
Au total, ses œuvres ont remporté dix-neuf Bafta, dix Golden Globes et dix Oscars.

## Filmographie

### Cinéma
- 1976 : Du rififi chez les mômes (Bugsy Malone)
- 1978 : Midnight Express
- 1980 : Fame
- 1982 : L'Usure du temps (Shoot the Moon)
- 1982 : Pink Floyd: The Wall
- 1984 : Birdy
- 1987 : Angel Heart : Aux portes de l'enfer (Angel Heart)
- 1988 : Mississippi Burning
- 1990 : Bienvenue au Paradis (Come See the Paradise)
- 1991 : Les Commitments (The Commitments)
- 1994 : Aux bons soins du docteur Kellogg (The Road to Wellville)
- 1996 : Evita
- 1999 : Les Cendres d'Angela (Angela's Ashes)
- 2003 : La Vie de David Gale (The Life of David Gale)

#### Courts métrages
- 1974 : Footsteps
- 1974 : Our Cissy

### Télévision
- 1975 : The Evacuees (téléfilm)
- 1976 : No Hard Feelings (téléfilm)
- 1990 : Renegade MTV Special (téléfilm) (également comme monteur)

### Producteur
- 1994 : Aux bons soins du docteur Kellogg (The Road to Wellville) de lui-même
- 1996 : Evita de lui-même
- 1999 : Les Cendres d'Angela (Angela's Ashes) de lui-même
- 2003 : La Vie de David Gale (The Life of David Gale) de lui-même
- 2016 : La British Compagnie (Dad's Army) d'Oliver Parker

### Parolier
- 1982 : Halloween 3 : Le Sang du sorcier (Halloween 3: Season of the Witch) de Tommy Lee Wallace (auteur de Time Goes By)
- 1982 : Wanda Whips Wall Street de Larry Revene (auteur de You're A Winner)
- 1990 : Bienvenue au Paradis (Come See the Paradise) de lui-même
- 1994 : Aux bons soins du docteur Kellogg (The Road to Wellville) de lui-même (auteur de Where The Spirits Soar)
- 1996 : Evita de lui-même

### Scénariste

#### Cinéma
- 1971 : Mercredi après-midi de Waris Hussein
- 1976 : Du rififi chez les mômes (Bugsy Malone) de lui-même
- 1987 : Angel Heart : Aux portes de l'enfer (Angel Heart) de lui-même
- 1990 : Bienvenue au Paradis (Come See the Paradise) de lui-même
- 1994 : Aux bons soins du docteur Kellogg (The Road to Wellville) de lui-même
- 1996 : Evita de lui-même
- 1999 : Les Cendres d'Angela (Angela's Ashes) de lui-même

##### Courts métrages
- 1974 : Footsteps
- 1974 : Our Cissy

#### Télévision
- 1976 : No Hard Feelings (téléfilm).

### Acteur
- 1978 : Midnight Express : l'homme aux cheveux longs à l'aéroport (non crédité)
- 1991 : Les Commitments : le producteur de disque Eejit
- 1996 : Evita : le réalisateur
- 1999 : Les Cendres d'Angela : Dr Campbell
- 2003 : La Vie de David Gale : Partygoer (non crédité)

### Écrivain
- 1988 : La Guerre buissonnière aux éditions Hachette Jeunesse

## Principales distinctions
- Festival de Cannes 1985 : Grand Prix pour Birdy
- Bafta du meilleur film en 1991 pour Les Commitments.
- Bafta du meilleur réalisateur en 1991 pour Les Commitments.
- Fellowship Award au Bafta Awards 2013.
- Forum international cinéma et littérature 2008 : trophée d'honneur
- Bafta Awards 1990 : meilleur réalisateur pour Mississippi Burning.
- Bafta Awards 1977 : meilleur réalisateur pour Du rififi chez les mômes.
- Bafta Awards 1977 : meilleur scénario pour Du rififi chez les mômes.